# Leptodesmus cognatus
Leptodesmus cognatus är en mångfotingart som beskrevs av Henri W. Brölemann 1901. Leptodesmus cognatus ingår i släktet Leptodesmus och familjen Chelodesmidae. Inga underarter finns listade i Catalogue of Life.